# 黒川洸 (実業家)
黒川 洸（くろかわ ひかる、1925年6月19日 - 1998年12月28日）は、日本の実業家。テレビ愛知の初代社長を務めた。

## 経歴
石川県出身。海軍兵学校卒業。戦後の1951年に、早稲田大学政治経済学部卒業。同年、日本経済新聞社に入社。ロンドン特派員、編集局次長などを経て、1976年から取締役に就任。1982年に設立されたテレビ愛知の社長を1982年12月から1991年6月までに務めた。1991年6月から1993年6月までに会長を務めた。
1995年11月に勲三等瑞宝章を受章。
1998年12月28日、心不全のため死去。73歳没。